# Simple Man (álbum)
Simple Man es el segundo álbum de estudio del contratenor alemán Klaus Nomi, publicado en 1982 por RCA Records. De las doce canciones que lo componen: cinco fueron escritas exclusivamente para el disco, mientras que las siete restantes son versiones de otros artistas. Cuatro temas provienen de la música clásica: «From Beyond» y «Return» del compositor inglés John Dowland, y «Wayward Sisters» y «Death» son extractos de la ópera Dido y Eneas (1689) de Henry Purcell. Mientras que «Just One Look» es un tema de la cantante Doris Troy de 1963, «Ding Dong The Witch Is Dead» es una de las pistas de la película El mago de Oz de 1939 y «Falling in Love Again» es un cover de «Ich bin von Kopf bis Fuß auf Liebe eingestellt» —«Falling in Love Again (Can't Help It)» en inglés— del filme El ángel azul de 1930. En esta última canción Nomi canta tanto en idioma alemán como en inglés, mezclando ambas versiones escritas para la película.

## Lista de canciones
| N.º | Título                        | Escritor(es)                         | Duración |  |
| 1.  | «From Beyond»                 | John Dowland                         | 2:51     |  |
| 2.  | «After the Fall»              | Kristian Hoffman                     | 4:43     |  |
| 3.  | «Just One Look»               | Gregory Carroll, Doris Payne         | 3:19     |  |
| 4.  | «Falling in Love Again»       | Frederick Hollander, Sammy Lerner    | 2:39     |  |
| 5.  | «ICUROCK»                     | George Elliot                        | 4:24     |  |
| 6.  | «Rubberband Lazer»            | Joey Arias, Anthony Frere            | 4:20     |  |
| 7.  | «Wayward Sisters»             | Henry Purcell                        | 1:43     |  |
| 8.  | «Ding Dong The Witch Is Dead» | Harold Arlen, Yip Harburg            | 3:03     |  |
| 9.  | «Three Wishes»                | George Elliot, Jamie Daglish, Sierra | 3:18     |  |
| 10. | «Simple Man»                  | Kristian Hoffman                     | 4:17     |  |
| 11. | «Death»                       | Henry Purcell                        | 4:18     |  |
| 12. | «Return»                      | John Dowland                         | 2:07     |  |

## Músicos
- Klaus Nomi: voz y coros
- Scott Woody y Jimmy Zhivago: guitarra
- John Kay: bajo
- Kevin Tooley: batería
- Robert Medici: batería en «Just One Look», «ICUROCK» y «Three Wishes», y coros
- Man Parrish, Kristian Hoffman y Tommy Mandel: teclados y sintetizador
- Jack Waldman: percusión
- Steve Elson: saxofón en «Just One Look»
- Michael Levine: violín en «Rubberband Lazer» y «Three Wishes»
- Julie Burgher: coros